# Mount Dietz
Mount Dietz är ett berg i Antarktis. Det ligger i den centrala delen av kontinenten. Nya Zeeland gör anspråk på området. Toppen på Mount Dietz är 2 250 meter över havet.
Terrängen runt Mount Dietz är kuperad åt nordväst, men åt sydost är den platt. Området är obefolkat.